# Liergues
Liergues era un comune francese di 1 865 abitanti situato nel dipartimento del Rodano della regione Alvernia-Rodano-Alpi.
Il 1º gennaio 2017 si è unito a Pouilly-le-Monial per formare il nuovo comune di Porte des Pierres Dorées.

## Società

### Evoluzione demografica
Abitanti censiti

## Monumento
Lo Zoccolo dell'Alleanza (契約の台座) è un memoriale di fronte all'ingresso principale del castello dell'Eclair. È dedicato alle vittime dello tsunami del Giappone del 2011 ed è stato inaugurato  l'11 marzo 2020.